# Comisión especial de las Naciones Unidas

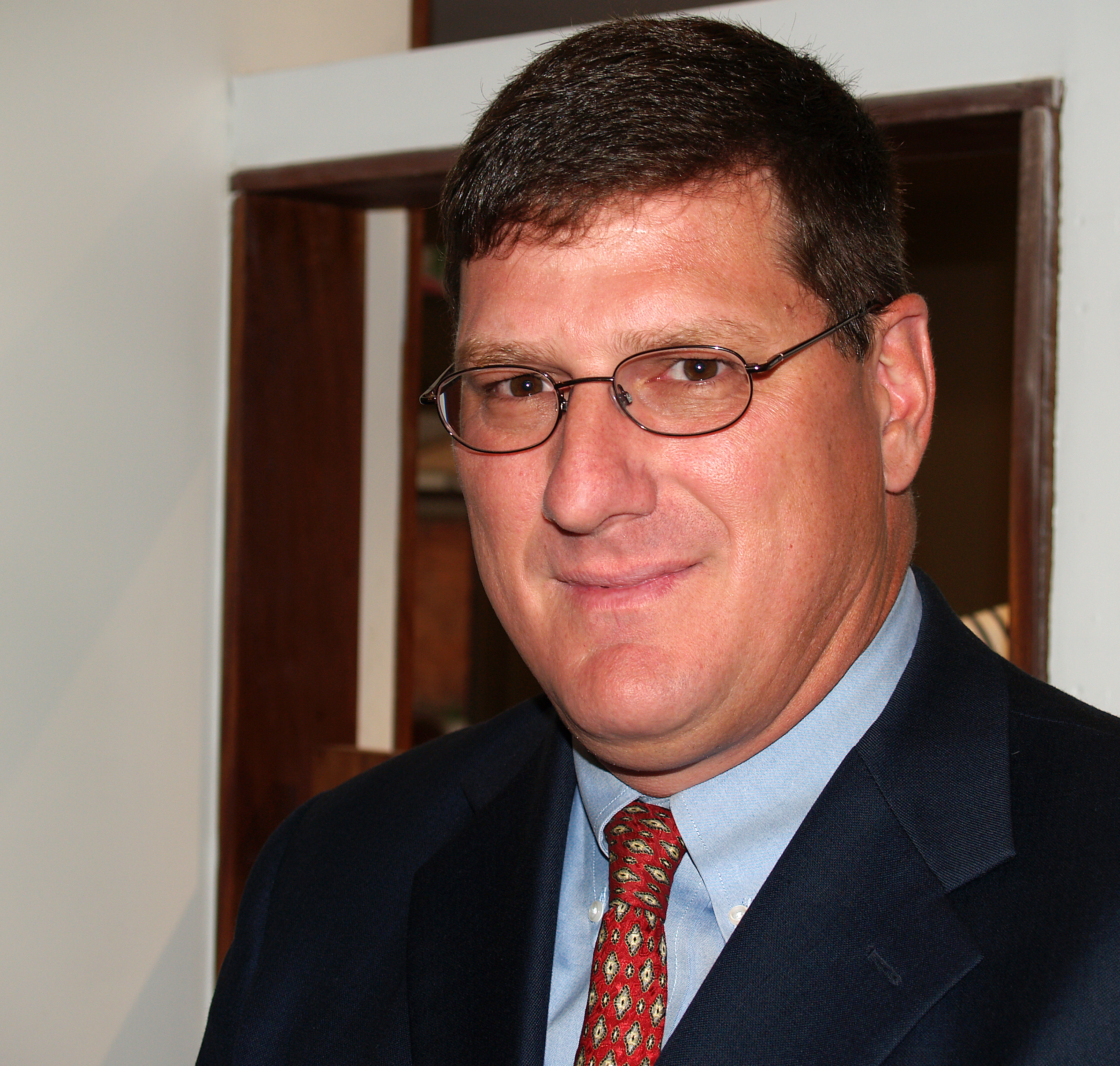
Inspector de armas Scott Ritter

La Comisión especial de las Naciones Unidas (UNSCOM por sus siglas en inglés, United Nations Special Commission) era un régimen de inspección creado por las Naciones Unidas para asegurar la conformidad de Irak con políticas respecto de uso y producción iraquíes de armas de destrucción masiva después de la Guerra de Golfo. Entre 1991 y 1997 su director era Rolf Ekéus; de 1997 a 1999 su director era Richard  Butler.